# Iago López
Iago López Marra (Portosín, 7 de abril de 1990) es un deportista español que compite en vela en la clase 49er.
Ganó una medalla de plata en el Campeonato Mundial de 49er de 2020 y tres medallas en el Campeonato Europeo de 49er entre los años 2016 y 2019.
Participó en dos Juegos Olímpicos de Verano, ocupando el noveno lugar en Río de Janeiro 2016 y el cuarto en Tokio 2020, en la clase 49er (junto con Diego Botín).
Entrena en el Centro de Alto Rendimiento de Santander. Cursó estudios de Ingeniería Técnica Naval en la Universidad de Cantabria.

## Palmarés internacional
| \| Campeonato Mundial \| Campeonato Mundial \| Campeonato Mundial \| Campeonato Mundial \| \| Año \| Lugar \| Medalla \| Clase \| \| ------------------ \| ----------------------- \| ------------------ \| ------------------ \| \| 2020 \| Geelong ( Australia) \| Medalla de plata \| 49er \| \| Campeonato Europeo \| \| \| \| \| Año \| Lugar \| Medalla \| Clase \| \| 2016 \| Barcelona ( España) \| Medalla de oro \| 49er \| \| 2018 \| Gdynia ( Polonia) \| Medalla de oro \| 49er \| \| 2019 \| Weymouth ( Reino Unido) \| Medalla de bronce \| 49er \| |                         |                   |       |
| Campeonato Mundial |                         |                   |       |
| Año | Lugar                   | Medalla           | Clase |
| 2020 | Geelong ( Australia)    | Medalla de plata  | 49er  |
| Campeonato Europeo |                         |                   |       |
| Año | Lugar                   | Medalla           | Clase |
| 2016 | Barcelona ( España)     | Medalla de oro    | 49er  |
| 2018 | Gdynia ( Polonia)       | Medalla de oro    | 49er  |
| 2019 | Weymouth ( Reino Unido) | Medalla de bronce | 49er  |